# Beatrix II van Bigorre
Beatrix II van Bigorre († 1148) was van 1129 tot aan haar dood gravin van Bigorre. Ze behoorde tot het huis Béarn.

## Levensloop
Beatrix II was de dochter van graaf Centullus II van Bigorre en diens eerste echtgenote, wier identiteit onbekend gebleven is. Ze huwde met burggraaf Peter van Marsan († 1163).
Na het overlijden van zijn vader in 1129 werd Beatrix II samen met haar echtgenoot gravin van Bigorre. Hierdoor werden het graafschap Bigorre en het burggraafschap Marsan verenigd. In februari 1148 doneerde ze samen met haar echtgenoot en zoon een villa aan de Orde van de Tempeliers. Later dat jaar stierf ze.

## Nakomelingen
Beatrix II en haar echtgenoot Peter kregen een zoon:
- Centullus III († 1178), graaf van Bigorre en burggraaf van Marsan